# Bodenverflüssigung

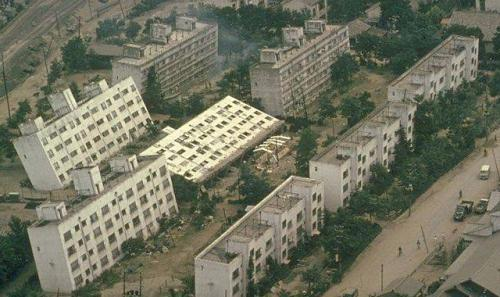
Während des Erdbebens in Niigata 1964 neigten sich Gebäude, die über einem ehemaligen Flusslauf standen, durch Verflüssigung des angeschütteten Bodens

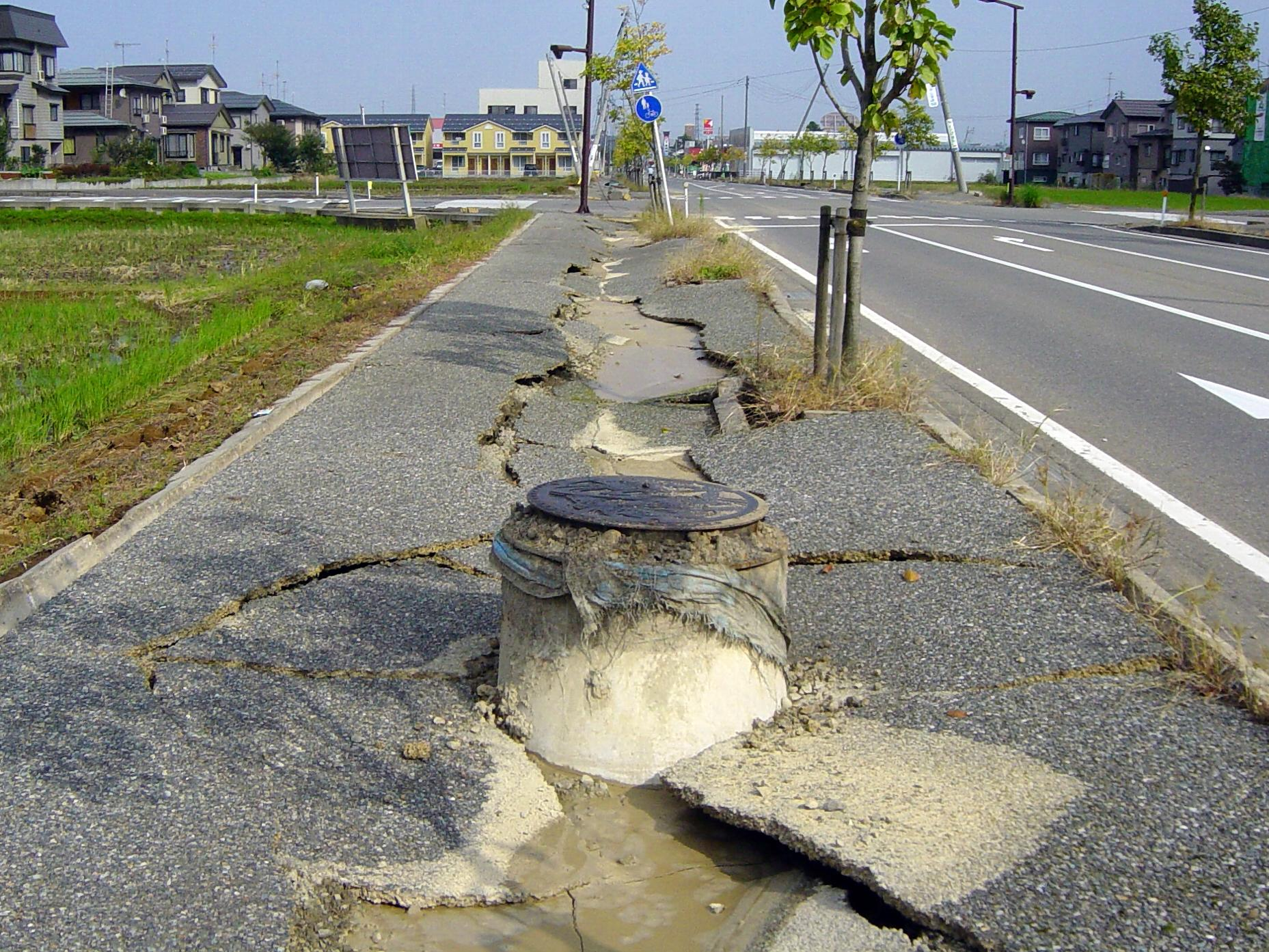
Durch Bodenverflüssigung erhalten ungefüllte Abwasserkanäle Auftrieb und drücken mitsamt ihren Kontrollschächten nach oben, Chūetsu-Erdbeben 2004 in Ojiya

Bodenverflüssigung oder Liquefaktion kann infolge starker Erschütterungen wassergesättigter, meist sandiger Bodenschichten (Quickerde) durch ein Erdbeben stattfinden.
Wenn feuchte Böden locker gelagert sind und Grundwasser oberflächennah ansteht, kann es bei Erdbeben zu Bodenverflüssigung kommen. Küstengebiete mit Schwemmböden erfüllen diese Kriterien häufig. Prädestiniert sind Böden mit einer sehr gleichmäßigen Kornstruktur, insbesondere Sande, wie sie in Mündungsdeltas zu finden sind, sowie Löss- und Lehmböden. Besonders „junge“, erst in den letzten 10.000–15.000 Jahren abgelagerte, wassergesättigte Sedimente können sich durch die Druckwellen eines oberflächennahen Hochfrequenz-Erdbebens verflüssigen.
Locker gelagerte Böden enthalten – ähnlich wie bei Treibsand – einen hohen Porenanteil. Ihre Partikel berühren sich nur an einigen Kontaktpunkten. Wenn die Druckwelle (dynamische Belastung) eines Erdbebens dann den Porendruck im  Gefüge von wassergesättigten Böden erhöht, können die Haftreibung zwischen den Sandkörnern und somit die Scherfestigkeit des Bodens so stark abfallen, dass sich der Boden wie eine Flüssigkeit verhält.
Besonders stark verflüssigter Boden kann stellenweise an der Oberfläche austreten, unter anderem in Form von Schlammfontänen. Dadurch baut sich der entstandene Druck ab.
Auf verflüssigtem Boden befindliche Gebäude können ungleichmäßig absacken. Unterirdische Strukturen wie Abwasserkanäle, die Hohlräume enthalten, können durch ihren eigenen Auftrieb aufschwimmen und sich dadurch durch die Geländeoberfläche drücken.
Erdbeben, die mit großflächiger Bodenverflüssigung einhergingen, sind neben den Christchurch-Erdbeben (Februar 2011 und Juni 2011) beispielsweise das Erdbeben in Haiti 2010, das Loma-Prieta-Erdbeben in San Francisco von 1989 oder das verheerende Tangshan-Erdbeben im Jahre 1976 in China. Nachgewiesen wurde die Bodenverflüssigung auch für mehr als 1200 km² im Schwemmland der Po-Ebene in Norditalien nach den zwei Hauptbeben am 20. Mai 2012 (Mw ~ 6.1) und am 29. Mai 2012 (Mw ~ 6.0) sowie beim Sulawesi-Erdbeben 2018. Zudem wurde die jamaikanische Hafenstadt Port Royal am 7. Juni 1692 fast vollständig zerstört.

## Bodenverflüssigungen als Bergbaufolgen

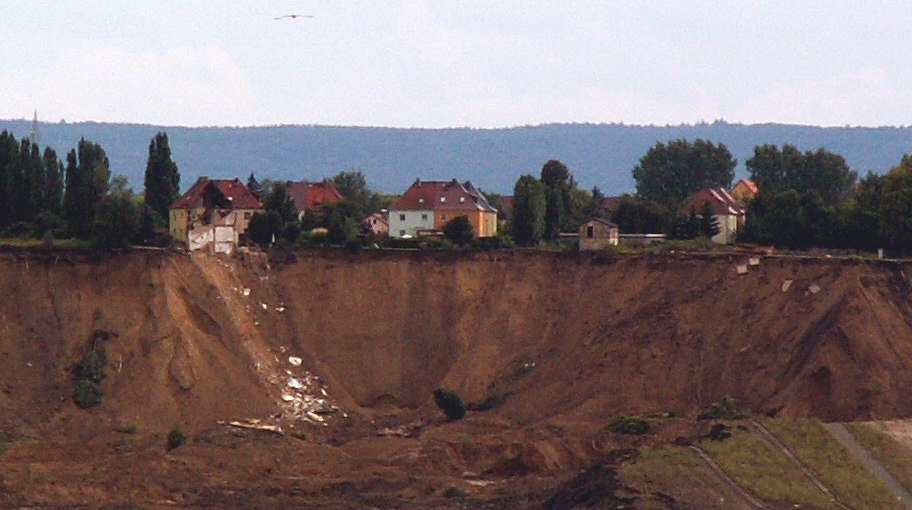
Hangrutschung von Nachterstedt am künftigen Concordiasee, Juli 2009

Bodenverflüssigungen können auch ohne Erdbeben entstehen, etwa, wenn es neben den Restlöchern ehemaliger Tagebaue durch Grundwasseranstieg o. ä. zu einer Verflüssigung des an seinem Rand abgelagerten Abraums oder auch schon der Tagebaukante selbst kommt, was namentlich bei den momentan zahlreich stillgelegten Braunkohletagebauen zum Problem wird, sobald diese geflutet als künstliche Seen genutzt werden sollen, es dabei allerdings in ihrem Umfeld schon wiederholt zu Hangrutschungen aufgrund von Bodenverflüssigung gekommen ist.